# 貝塚市立東小学校
貝塚市立東小学校（かいづかしりつ ひがししょうがっこう）は、大阪府貝塚市にある公立小学校。略称は「東小」。

## 沿革
- 1908年4月 - 麻生郷尋常小学校開校
- 1909年1月 - 新校舎（現在地）を使用開始
- 1910年4月 - 島村島尋常小学校を併合
- 1923年8月 - 高等科を併設し、麻生郷尋常高等小学校へ改称
- 1924年6月 - 校舎1棟2教室を増築
- 1925年7月 - 校舎1棟2教室を増築
- 1928年11月 - 講堂を新築
- 1931年7月 - 町村合併に伴い、貝塚東尋常高等小学校へ改称
- 1932年4月 - 高等科分離により、貝塚東尋常小学校へ改称
- 1934年5月 - 2階建て校舎14教室を改築
- 1934年9月21日 - 室戸台風で新築2階建て校舎・講堂が損壊
- 1935年3月 - 倒壊校舎跡に11教室を新築
- 1936年10月 - 講堂・校舎7教室を新築
- 1937年11月 - 津田分教場を創立
- 1941年4月 - 国民学校令により、貝塚東国民学校に改称
- 1943年4月 - 津田分教場が貝塚津田国民学校として独立（現在の貝塚市立津田小学校）
- 1943年5月 - 市制施行により、貝塚市東国民学校へ改称
- 1947年4月 - 学制改革により、貝塚市立東小学校へ改称
- 1952年4月 - 貝塚市立中央小学校を分離

## 通学区域
- 貝塚市[1]
  - 堀（一部北小校区もあり）、堀一丁目（一部北小、津田小校区もあり）、小瀬（一部中央小校区もあり）、小瀬一丁目、新井 福田（一部北小学校区もあり）、東、永吉、久保（一部中央小校区もあり）、久保一丁目から二丁目、久保三丁目（一部中央小校区もあり）、津田（一部北小、中央小校区もあり）、海塚（一部）、鳥羽（一部）、半田（一部）、半田三丁目（一部）、麻生中（一部）

## 主な進学先
- 貝塚市立第二中学校[1]

## 交通アクセス
- 南海本線・水間鉄道水間線 貝塚駅下車
- 阪和線 東貝塚駅下車